# Ватикано-мьянманские отношения
Ватикано-мьянманские отношения — двусторонние отношения между Ватиканом и Мьянмой, также известной как Бирма. По состоянию на август 2017 года архиепископ Павел Чанг Ин-нам является первым Апостольским нунцием в Мьянме, а Сан Луин — посол Мьянмы при Святом Престоле.

## История
С 1990 по 2017 год у Святого Престола были Апостольские делегаты, которые были представителями Святого Престола при католиках Мьянмы, но не были официальными представителями в правительстве. В марте 2017 года парламент Мьянмы одобрил предложение Святого Престола в феврале того же года об установлении дипломатических отношений. Мьянма и Святой Престол объявили в мае 2017 года, что они установят официальные дипломатические отношения. Объявление было сделано после встречи Папы Франциска с Аунг Сан Су Чжи в Ватикане. Это был второй визит лидера Мьянмы к Папе Франциску после её первого визита в 2013 году. Таким образом, Мьянма становится 183-й страной, установившей дипломатические отношения со Святым Престолом.

## Визит папы
Папа Франциск стал первым понтификом, посетившим Мьянму в ноябре 2017 года, после того, как его лично пригласил президент Мьянмы Тхин Чжо.